# Vilarrué
Vilarrué és un poble pertanyent al municipi de les Paüls, situat a 1534 metres d'altitud, a la part alta de la vall de l'Isàvena.